# کودی زلر
کودی زلر (انگلیسی: Cody Zeller؛ زادهٔ ۵ اکتبر ۱۹۹۲) بازیکن بسکتبال اهل ایالات متحده آمریکا است.

## حرفه
از باشگاه‌هایی که در آن بازی کرده‌است می‌توان به شارلوت هورنتس اشاره کرد.